# Filippo Boncompagni
Filippo Boncompagni (* 7. September 1548 in Bologna, Kirchenstaat; † 9. Juni 1586 in Rom) war ein italienischer Geistlicher und Kardinal.

## Leben

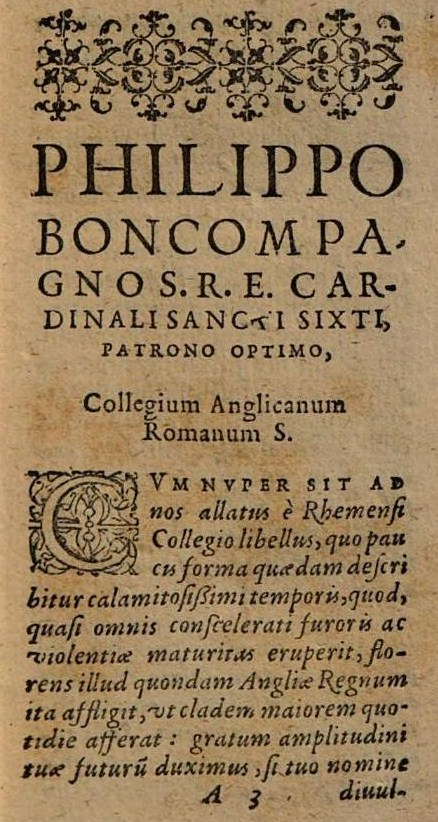
Widmungblatt für Kardinal Filippo Boncompagni als Patron des Englischen Kollegs in Rom (1582)

Er stammte aus einer Bologneser Patrizierfamilie und war der Sohn von Boncompagno Boncompagni und dessen Ehefrau Cecilia Bargellini. Filippo Boncompagni war ein Neffe von Papst Gregor XIII. (Ugo Boncompagni) und Cousin von Kardinal Filippo Guastavillani. Spätere Kardinäle aus dieser Familie waren sein Neffe Francesco Boncompagni, sein Großneffe Girolamo Boncompagni und sein Urgroßneffe Giacomo Boncompagni. Er studierte an der Universität Bologna und wurde am 23. Februar 1571 zum Doctor iuris utriusque promoviert. In Bologna empfing er die Tonsur und wurde Kommendatarabt von Santo Stefano sowie von San Bartolomeo.
Im Konsistorium vom 2. Juni 1572 erhob Gregor XIII. ihn zum Kardinalpriester. Den Kardinalshut und San Sisto als Titelkirche verlieh der Papst ihm am 16. Juni desselben Jahres. Er war am 7. Juni 1574 legatus a latere am französischen Königshof und am 19. Juli 1574 legatus a latere in Venedig bei König Heinrich III. von Frankreich, um diesem zu seiner Thronbesteigung in Frankreich zu gratulieren und den König nach Rom einzuladen. 1577 und 1581 war Filippo Boncompagni Gouverneur von Civita Castellana. Vom 7. August 1579 bis zu seinem Tod war er Kardinalgroßpönitentiar und ab 1580 Präfekt der Kongregation für das Tridentinische Konzil, auch dieses Amt bekleidete er bis zu seinem Tod. 1581 wurde er zum Erzpriester der Patriarchalbasilika Santa Maria Maggiore ernannt. Er nahm am Konklave 1585 teil, das Papst Sixtus V. wählte.
Filippo Boncompagni starb in Rom und wurde in der Basilika Santa Maria Maggiore beigesetzt.